# Suhodanj (jezero)
Suhodanj je kopovsko jezero u BiH. Nalazi se na đurđevičkom ugljenskom bazenu.

## Zemljopisni položaj
Nalazi se na južnom rubu T6 odlagališta krovine površinskog kopa Potočara, pored mjesta Panjika i Brnjice Donje. Smješteno je na području odlagališta krovine starog i zatvorenog površinskog kopa Suhodanja.

## Povijest
Nastalo je 1985. godine. Nije nastalo tako što je na mjestu jezera bilo iskopavanje, nego pregrađivanjem postojećeg slijeva malog vodotoka. Krovinski materijal odvažan s površinskog kopa Suhodanja, uglavnom od lapora, dovažan je na prirodnu podlogu slijeva Dubokog potoka. Dok se eksploatiralo ugljen, ovdje je odlagan sav taj materijal. Kako se formirao nasip T6 odlagališta krovine sada aktivnog Površinskog kopa Potočari, pregradilo se potok, što je stvorilo umjetnu vodenu akumulaciju. Voda se zadržava u jezeru jer ga napajaju okolni potoci.

## Hidrološke osobine
Najviše ga opskrbljuje potok Brnjica. Brana koja je oblikovala jezero je od vapnenačkih lapora te je dosta porozna, zbog čega voda prodire kroz nasip te otječe ka rijeci Gostelji. Jezero je dugo približno 333 metra, a srednje je širine 255 metara. Najviša točka jezera je na 293 metra nadmorske visine, a najdonja na 275 metara nadmorske visine. Vodostaj varira u jedan metar. Površine je 2,5 hektara.

## Geološke osobine
Geološku podlogu su vapnenački lapori, a pedološku podlogu tvori subakvalno tlo vrste sapropel. Obalna tla su izmijenjeni fluvisoli. Brana je od vapnenačkih lapora.